# باشگاه فوتبال گالت
باشگاه فوتبال گالت (انگلیسی: Galt F.C.) یک باشگاه فوتبال در شهر گالت، انتاریو، کانادا بود که در سال ۱۸۸۱ تاسیس و در سال ۱۹۱۰ میلادی منحل شد. این باشگاه در بازی‌های المپیک تابستانی ۱۹۰۴ به نمایندگی کشور کانادا به مقام قهرمانی دست پیدا کرده بود. 
باشگاه گالت در سال ۱۹۰۴ وارد تالار مشاهیر فوتبال کانادا شده است.